# A pozsonyi klarissza templom és zárda
A klarissza templom és zárda (szlovákul: Kostol Povýšenia svätého Kríža, közismert nevén Kostol klarisiek) gótikus épület Pozsony óvárosában. A pozsonyi klarisszák templomának mai formája újjáépítés eredménye, az eredeti épületet Mária Terézia császárnő, a 18. században lebontatta. Az egykori katolikus templom Pozsony városának tulajdonában van, jelenleg koncert-és kiállítóteremként működik.

## Története és külső megjelenése
A klarisszák vagy hivatalos nevén a Szent Klára Rend (latinul: Ordo sanctae Clarae) III. András magyar király jóvoltából Pozsonyban 1297 telepedtek meg. Fenntartásukra a király nekik adományozta Alsó- és Felső Jányokot, Boldogfát, Diószeget, Csallóköztárnokot és Újhely-Jókát. A rend tagjai többnyire magyar nemesi családok leányai, akik rendkívül szigorú szabályok szerint éltek. Imádságon és vezeklésen kívül leányneveléssel és kódexmásolással is foglalkoztak.
A templom 1300 körül épült egy régebbi 1278-ban elpusztult ciszterci templom helyén. Az épülethez tartozó ötszögletű filigrán kőcsipkés, szobrokkal vízköpőkkel gazdagon díszített torony a 15. században készült el. A torony érdekessége, hogy pilléreken nyugszik, ennek oka a klarisszák rendkívül szigorú szabályzata, mely nem engedte meg, hogy templomukra – vagy mellé – tornyot építsenek. A templomuk sarkára mintegy "odabiggyesztett" konzolokon álló tornyot egy földrengés 1700-ban súlyosan megrongálta, és ezért sisakját le kellett bontani, bádogtetőre cserélni, ekkor épültek a földig érő támpillérek is.
Az eredeti faragott köveket megőrizték a kolostor udvarán, így Schulek Frigyes 1888–1889-ben hitelesen tudta restaurálni. 
 Az épület a gótikus stílusú remekmű, belső terét a 18. században rokokó stílusban rendezték át, mai napig a középkor hangulatát árasztja. "Unikum ez a torony az ország műemlékei között, mert nincs ez országban templom, de másutt sem a külföldön, a melynek tornya nem a saját fundámentumán állana, hanem a templom falainak szegletére ügyesen eszközölt aláfalazással van fölállítva." írja Vutkovich Ödön: Magyarország vármegyéi és városai c. könyvében a Pozsonyról szóló részben.
  A  kolostor reneszánsz kapuzatán az 1640-es évszámon kívül két esztergomi érsek neve is fellelhető: Pázmány Péter és Lósy Imre. Az ő anyagi támogatásukkal nyerte el a kolostor mai, késő reneszánsz külsejét. A mohácsi vészt követően a török elöl ide menekítették a Nyulak szigeti (ma Margit-sziget) domonkos apácák Szent Margit földi maradványait. Csontjait és övét nagy becsben tartották az ezt követő évszázadokban, míg 1782-ben II. József a rendet feloszlatta. Ezt követően az ereklye gróf Batthyány Ignác Erdély püspökének birtokába került.
A 17. században az apácák között túlsúlyba kerültek a magyar anyanyelvűek, és a klarissza zárda látványosan megindult a nemesi apácaközösséggé válás útján.
 Az apácarendben kezdett el "magyar zamatú"  műfordításokkal foglalkozn Frangepán Flóra (írói álnevén Ozolyi Flóra), a Wesselényi-összeesküvésben való részvételért kivégzett Frangepán Ferenc Kristóf lánya. Sigray Erzsébet Róza fordításában 1703-ban Bécsben jelent meg a Jó illatú rózsáskert című imakönyv. 
A rend feloszlatása után a kolostor épületét a Pozsonyi Királyi Jogakadémia később pedig a Pozsonyi Királyi Katolikus Gimnázium használta 1626–1919 között 
, a templom pedig a tanulók hitéletét szolgálta. Itt tanult Bartók Béla, kinek szlovák nyelvű emléktáblája ma a a Kórház utcában látható  és Erkel Lászlótól kapott zongora- és zeneszerzésórákat. Ugyancsak itt tanult Dohnányi Ernő, kinek apja, Dohnányi Frigyes a gimnázium fizikatanára volt.
Az épületben működött a rövid életű Erzsébet Tudományegyetem, később a Comenius Egyetem könyvtára. Ma a kolostor gyönyörűen felújítva a könyvtár talán legszebb részlegét alkotja.

## Lásd még
- Szlovákia magyar emlékei, látnivalói